# Riserva della biosfera di El Pinacate e Gran Deserto di Altar
La riserva della Biosfera di El Pinacate e Gran Deserto di Altar, istituita nel 1993, protegge un'ampia area del nord-ovest dello stato messicano di Sonora, al confine con l'Arizona (Stati Uniti). Il suo territorio è entrato a far parte del patrimonio dell'umanità nel 2013.